# 白井未来
白井 未来（しらい みく、1998年6月25日 ‐ ）は神奈川県出身の女子サッカー選手。
なでしこリーグ1部・静岡SSUボニータ所属。ポジションはミッドフィールダー。

## 来歴
湘南学院高等学校でサッカーを始める。卒業後、神奈川大学に進学した。

### 大和シルフィード
2021年1月になでしこリーグ1部に所属している大和シルフィードに加入した。

### 静岡SSUボニータ
2024年シーズンからなでしこリーグ1部に所属している静岡SSUボニータに移籍。

## 所属歴
- 2014年 - 2016年
- 2017年 - 2020年
- 2021年 - 2023年  大和シルフィード
- 2024年  静岡SSUボニータ